# أراليا ريغيلية
أراليا ريغيلية (الاسم العلمي:Aralia regeliana) هي نوع من النباتات تتبع جنس الأراليا من الفصيلة الأرالية.